# Jilun Shakeland Cycling Team/Saison 2015
Dieser Artikel listet Erfolge und Fahrer des Radsportteams Jilun Shakeland Cycling Team in der Saison 2015 auf.

## Zugänge – Abgänge
| Zugänge                         | Team 2014                 | Abgänge          | Team 2015             |
| ------------------------------- | ------------------------- | ---------------- | --------------------- |
| Juri Metluschenko (ab 25. Juni) | RTS-Santic Racing Team    | Benjamin Olivier | Unbekannt             |
| Mustafa Sayar (ab 1. Oktober)   | Dopingsperre              | Jonas Orset      | Unbekannt             |
| Liu Yongxi (ab 1. Oktober)      |                           | Georgi Georgiew  | Team Lvshan Landscape |
| Wang Xiaohang                   | Holy Brother Cycling Team | Jullien Liponne  | Unbekannt             |
| Simon Buttner (ab 1. Oktober)   | RTS-Santic Racing Team    | Liu Heng         | Unbekannt             |
| Dong Yun Xuan                   |                           | Li Menglong      | Unbekannt             |
| Cao Ye Wei                      |                           | Tjarco Currens   | Unbekannt             |
| Qin Kun                         |                           | Peng Zhihao      | Unbekannt             |
| Gleb Moiseew (ab 1. Oktober)    |                           |                  |                       |

## Mannschaft
| Name              | Geburtstag         | Nationalität        |
| ----------------- | ------------------ | ------------------- |
| Karlo Aia         | 18. August 1990    | Estland             |
| Simon Buttner     | 14. Juni 1992      | Frankreich          |
| Cai Yonghui       | 3. März 1993       | Volksrepublik China |
| Cao Ye Wei        | 16. September 1995 | Volksrepublik China |
| Dong Yun Xuan     | 28. März 1992      | Volksrepublik China |
| Liu Yongxi        | 2. März 1995       | Volksrepublik China |
| Juri Metluschenko | 4. Januar 1976     | Ukraine             |
| Gleb Moiseew      | 24. August 1984    | Russland            |
| Qi Liangyou       | 24. Oktober 1990   | Volksrepublik China |
| Qin Kun           | 5. November 1995   | Volksrepublik China |
| Mustafa Sayar     | 22. April 1989     | Türkei              |
| Wang Xiaohang     | 20. Juni 1992      | Volksrepublik China |
| Zhang Yuanxin     | 16. Juli 1991      | Volksrepublik China |